# Истеривачи духова (филм из 2016)
Истеривачи духова (енгл. Ghostbusters) амерички је натприродни хумористички филм из 2016. године, редитеља Пола Фига и сценариста Фига и Кејти Диполд. Главне улоге играју Мелиса Макарти, Кристен Виг, Кејт Макинон, Лесли Џоунс, Крис Хемсворт, Џастин Кирк и Нил Кејси. Римејк је истоименог филма из 1984. и трећи је филм у франшизи Истеривачи духова. Прича се фокусира на четири ексцентричне жене (и њихову неспособну помоћницу) које се замишљају као парапсихолози и започињу посао хватања духова у Њујорку.
Трећи филм Истеривачи духова био је у различитим фазама развоја након издања филма Истеривачи духова 2 из 1989. Због одбијања првобитног глумца Била Марија да се посвети пројекту, и смрти колеге глумца Харолда Рамиса 2014, Sony је одлучио да уместо тога направи рибут серије. Многи чланови глумачке екипе оригиналног филма појављују се у новим камео улогама, а Рамис је споменут у завршној шпици филма. Најава глумачке екипе коју предводе жене изазвала је поларизован одговор јавности и реакцију на интернету, што је довело до тога да су страница филма на IMDb-у и повезани видео-снимци на YouTube-у добили ниске оцене пре издања филма.
Продуцента Village Roadshow Pictures-а и дистрибутера Columbia Pictures-а, премијера филма била је 9. јула 2016. у Чајниз театру у Лос Анђелесу, а издат је 15. јула 2016. године у Сједињеним Државама. Филм је издат 28. јула 2016. године у Србији, дистрибутера Con Film-а. Зарадио је 229 милиона долара широм света, наспрам буџета од 144 милиона долара, али због комбиноване продукције, маркетинга и других трошкова, остварио је разочарење на биоскопским благајнама, са губицима од преко 70 милиона долара. Columbia Pictures напустио је планове за наставак, одлучивши уместо тога да настави оригиналну серију филмом Истеривачи духова: Наслеђе (2021).

## Улоге
| Глумац            | Улога                     |
| ----------------- | ------------------------- |
| Мелиса Макарти    | др Абигејл Л. „Аби” Јејтс |
| Кристен Виг       | др Ерин Гилберт           |
| Кејт Макинон      | др Џилијан „Холц” Холцман |
| Лесли Џоунс       | Патриша „Пати” Толан      |
| Крис Хемсворт     | Кевин Бекман              |
| Нил Кејси         | др Роуан Норт             |
| Енди Гарсија      | градоначелник Гредли      |
| Сесили Стронг     | Џенифер Линч              |
| Мајкл К. Вилијамс | агент Хокинс              |
| Мет Волш          | агент Рорк                |
| Чарлс Денс        | др Харолд Филмор          |
| Ед Бегли Млађи    | Ед Малгрејв Млађи         |
| Бил Мари          | др Мартин Хајс            |